# Ciolănești
Ciolăneşti é uma comuna romena localizada no distrito de Teleorman, na região de Muntênia. A comuna possui uma área de 68.19 km² e sua população era de 3322 habitantes segundo o censo de 2007.